# Zuid-Duits voetbalkampioenschap 1915/16
In 1915/16 werd het zeventiende voetbalkampioenschap gespeeld dat georganiseerd werd door de Zuid-Duitse voetbalbond. Door het uitbreken van de Eerste Wereldoorlog werd het voorgaande seizoen geen competitie gespeeld. Nürnberg werd kampioen, maar er was geen verdere eindronde meer om de Duitse landstitel.

## Südkreis
| Team 1        | Uitslag | Team 2               |
| ------------- | ------- | -------------------- |
| Freiburger FC | 5:2     | Karlsruher FC Phönix |

## Nordkreis
| Plaats | Club                             | Wed. | W | G | V | Saldo | Ptn. |
| ------ | -------------------------------- | ---- | - | - | - | ----- | ---- |
| 1.     | 1. Hanauer FC 1893               | 2    | 2 | 0 | 0 | 6:2   | 4:0  |
| 2.     | FSV Frankfurt                    | 2    | 1 | 0 | 1 | 9:3   | 2:2  |
| 3.     | Frankfurter FV Amicitia und 1902 | 2    | 0 | 0 | 2 | 1:11  | 0:4  |

|  | Geplaatst voor eindronde |

## Ostkreis
| Team 1         | Uitslag | Team 2          |
| -------------- | ------- | --------------- |
| 1. FC Nürnberg | 4:0     | TV 1860 München |

## Eindronde

### Halve Finale
| Team 1         | Uitslag  | Team 2                |
| -------------- | -------- | --------------------- |
| 1. FC Nürnberg | 7:1, 4:1 | 1. Hanauer FC 1893    |
| Freiburger FC  | 2:2, 1:7 | FC Pfalz Ludwigshafen |

### Finale
|              |                |       |                       |           |
| 30 juli 1916 | 1. FC Nürnberg | 4 - 1 | FC Pfalz Ludwigshafen | Stuttgart |
| 30 juli 1916 |                |       |                       | Stuttgart |